# Vesicularia scaturigina
Vesicularia scaturigina là một loài Rêu trong họ Hypnaceae. Loài này được (Brid.) Broth. miêu tả khoa học đầu tiên năm 1908.